# 瑞岩部落

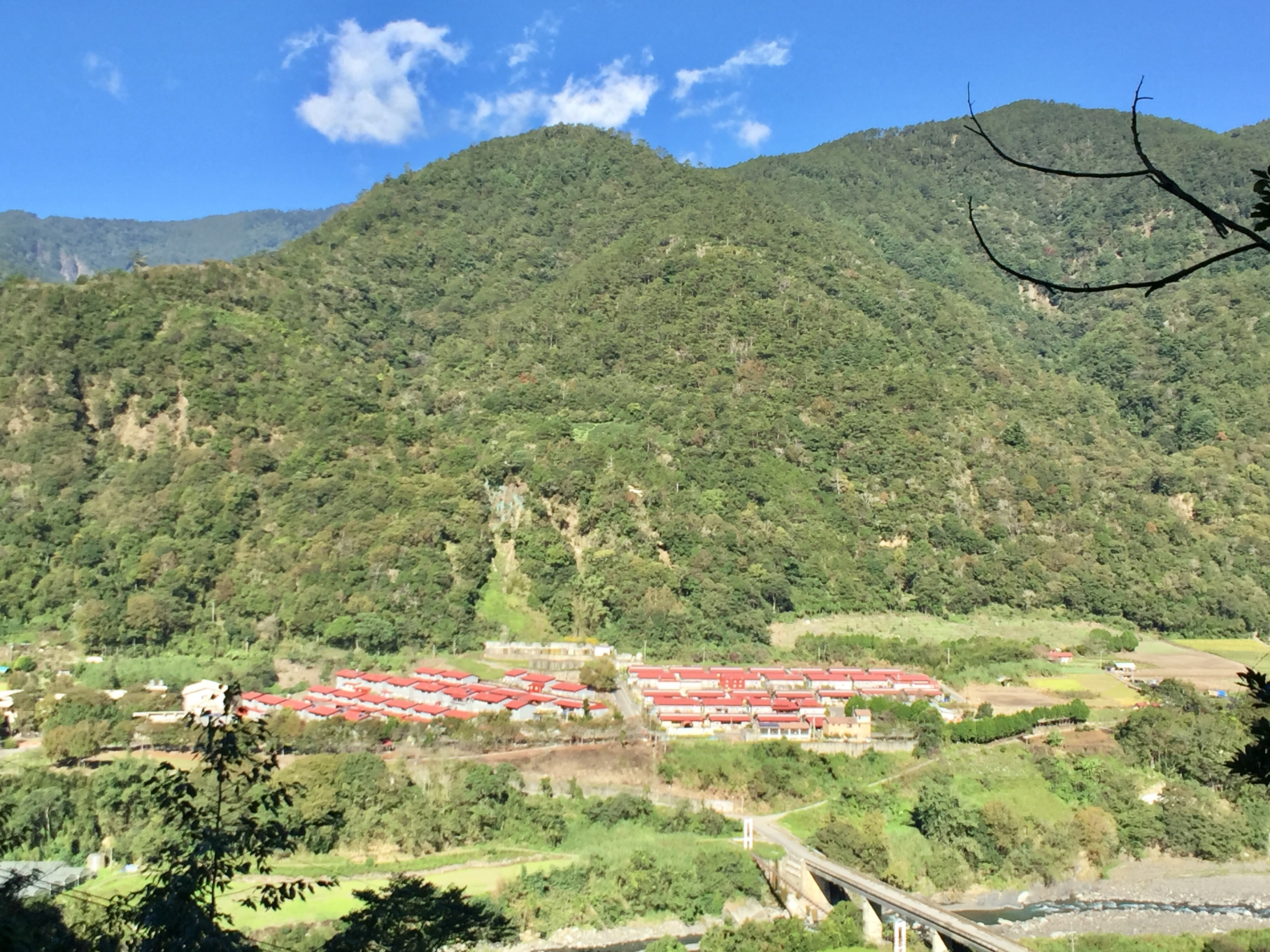
921大地震後遷建的新部落

瑞岩部落或稱邁西多邦，為南投縣仁愛鄉境內一泰雅族部落，亦被認為是較早出現之泰雅族部落之一。

## 位置
瑞岩部落位處南投縣仁愛鄉的發祥村，北港溪左岸的一處河灘，為力行產業道路沿線的三個主要聚落之一（另有紅香、慈峰）。

## 人口
部落人口組成多以泰雅族賽考列克亞族為主，村民多以務農為業。

## 歷史
瑞岩部落為邁西多邦與貼里荖兩社合併而成的聚落。
1930年（昭和三年）10月，台灣中部遭受豪雨侵襲，洪水侵襲部落不少房舍，於是再次遷移，本次遷移為沿北港溪上溯約400公尺，日本人稱旁奧克（pon-oko），即邁西多邦之意。
貼里荖（Telilao），亦稱塔比倫或帖比倫，原位處塔比倫溪和北港溪交會處西南方的一處台地上。1914年（大正二年），能高郡將其位置南移到河對岸之山腹處，地名為可納（Konao）。1930年（昭和五年），配合總督府開山撫番的政策，開始在山地推廣種植農耕取代打獵的採集生活，部落於是再搬遷瓦狠干（Vahingan，地點較原位置平坦），隨後又移至邁西多邦社上方約200公尺處，定名塔比倫社。
1945年（民國34年）中華民國接收台灣，邁西多邦改名瑞岩（取部落內分散石祥瑞之岩為意），塔比倫改名光復（以紀念政府光復台灣之功），至1969年（民國58年）合併兩村舍為瑞岩。
1999年921大地震後，因原部落所在地勘驗出有致災之虞，故遷建新部落至原部落西北方。
2019年7月，經南投縣政府規劃，有意將部落遷至埔里鎮烏溪南岸地區，以解決部落原先交通不便和可能的災害問題，然此案尚未定案。

## 特殊地標
村中有一泰雅族發祥聖石，相傳為賽考列克亞族人誕生地，即位於斯巴洋（意為分手之地）台地上一座裂為兩半之巨岩（族人稱賓斯布甘），依據傳說巨石在古代一裂為二，從中誕生了人類，由此繁衍出賽考列克族群。然而此傳說並非流傳於每一個泰雅族部落，至新北市烏來一帶的北方泰雅族部落已無相關類似說法。

## 設施
村中主要公家單位為縣立發祥國小、仁愛分局發祥派出所及發祥村辦公室。
另有天主教會及長老教會(柄史布淦教會)各一座，其中天主教發祥天主堂由春陽村得春陽中華殉道聖人堂兼管。

## 交通
目前新部落聯外交通為興建於民國83年（1994年）的瑞岩橋，因長期未修整而為青苔覆蓋，近期為師大山服隊員重新彩繪。